# Nadgrobni natpis kraljice Jelene
Nadgrobni natpis kraljice Jelene prednji je dio sarkofaga hrvatske kraljice Jelene Slavne, žene kralja Mihajla Krešimira. Uklesan je nekad prije 976. godine na vapnenačkoj ploči veličine 123×74-76×10 cm. Nalazio se u atriju crkve sv. Stjepana na Gospinom Otoku, u kojoj je bio smješten mauzolej hrvatskih kraljeva. Pronašao ga je 1898. godine arheolog don Frane Bulić (1846. – 1934.) tijekom arheoloških istraživanja potaknutih kopanjem temelja za zvonik solinske župne crkve.

## Sadržaj natpisa
Natpis je u obliku nadgrobnog epitafa. Sastavljen je više desetaka ulomaka na osnovu kojih je Bulić rekonstruirao, te protumačio tekst na latinskom kao:
Natpis je važan jer otkriva dotad nepoznatu obiteljsku vezu između dva hrvatska kralja preko preminule im supruge, odnosno majke. U natpisu je naveden datum smrti kraljice što ga čini jednim od malobrojnih pouzdanih nadnevaka u ranosrednjovjekovnoj hrvatskoj povijesti. Natpis pokazuje nastavljanje salonitanskih tradicija sastavljanja nadgrobnih natpisa, što svjedoči o duhovnoj i kulturnoj razini onodobnoga hrvatskoga društva. Formula kojojm se izriče da je kraljica Jelena bila zaštitnica udovica i majka siročadi otkriva postojanje normi rimskog i bizantskog prava u srednjovjekovnoj hrvatskoj državi.

## Vanjske poveznice
- [neaktivna poveznica]